# Харин, Станислав Анатольевич
Станислав Анатольевич Харин (род. 5 июня 1967) — полковник ФСБ РФ, участник первой чеченской войны, Герой Российской Федерации (1996).

## Биография
Станислав Харин родился 5 июня 1967 года в городе Кадиевка (Луганская область). Окончил среднюю школу. В 1986 году Харин был призван на службу в Советскую армию. В 1993 году он окончил Рязанское высшее воздушно-десантное командное училище. Участвовал в боях первой чеченской войны, будучи командиром группы 22-й отдельной бригады специального назначения ГРУ ГШ ВС РФ.
Во время штурма Грозного Харин со своей группой совершал разведывательные и диверсионные вылазки в глубь вражеской обороны, нанося сепаратистам большие потери. В мае 1995 года во время одной из вылазок группа Харина попала в окружение, но, несмотря на два ранения, командир сумел вывести своих бойцов к своим. Во время боёв за село Первомайское с формированиями Салмана Радуева группа Харина участвовала в отвлекающем ударе на западной окраине села, уничтожив несколько вражеских огневых точек. 18 января 1996 года в бою с радуевцами Харин лично уничтожил 10 сепаратистов, но и сам был ранен. Группа же его уничтожила 78 боевиков, потеряв 3 человека погибшими и 7 ранеными.
Указом Президента Российской Федерации от 15 мая 1996 года за «мужество и героизм, проявленные при выполнении специального задания» старший лейтенант Станислав Харин был удостоен высокого звания Героя Российской Федерации с вручением медали «Золотая Звезда».
С 1997 года Харин служил в составе подразделений спецназа ФСБ России.
Был также награждён рядом медалей.